# George C. Wolfe
George Costello Wolfe, noto come George C. Wolfe (Frankfort, 23 settembre 1954), è un regista, drammaturgo, librettista, attore e produttore teatrale statunitense.

## Biografia
Nato nel Kentucky, ha studiato Arte del Teatro prima di trasferirsi a Claremont (California), dove ha completato gli studi. Ha insegnato per diversi anni a Los Angeles e poi a New York. Negli anni ottanta inizia l'attività di regista teatrale realizzando diversi musical, vincendo anche un Premio Obie nel 1989. Nel 1991 realizza un musical sulla vita di Jelly Roll Morton e con questo lavoro riceve molto consenso con ben undici nomination ai Tony Award. Un altro successo viene due anni dopo con Angels in America: Millennium Approaches (con cui vince il Tony). Nel 1994 ha debuttato come attore in Fresh Kill. Dal 1993 al 2004 è direttore artistico e produttore del New York Shakespeare Festival e del Public Theater. Nel 2004 decide di lasciare il teatro per dedicarsi al cinema. Nonostante questa decisione, ha continuato a dirigere spettacoli teatrali. Nel 2006 recita nel film Il diavolo veste Prada. Nel 2008 ha girato il film Come un uragano, basato sull'omonimo romanzo di Nicholas Sparks ed interpretato da Richard Gere e Diane Lane.
È dichiaratamente gay.

## Filmografia

### Regista

#### Cinema
- Come un uragano (Nights in Rodanthe) (2008)
- Qualcosa di buono (You're Not You) (2014)
- Ma Rainey's Black Bottom (2020)
- Rustin (2023)

#### Televisione
- La vita immortale di Henrietta Lacks (The Immortal Life of Henrietta Lacks) (2017)

### Attore
- La mia vita a Garden State (Garden State), regia di Zach Braff (2004)
- Il diavolo veste Prada (The Devil Wears Prada) , regia di David Frankel (2006)
- She's Gotta Have It – serie TV, 1 episodio (2019)

## Teatro (parziale)

### Regista e produttore
- Angels in America - Fantasia gay su temi nazionali di Tony Kushner. Walter Kerr Theatre di Broadway (1993)
- La tempesta di William Shakespeare. Broadhurst Theatre di Broadway (!995)
- On the Town, libretto di Betty Comden ed Adolph Green, colonna sonora di Leonard Bernstein. Gershwin Theatre di Broadway (1998)
- Elaine Stritch at Liberty di Elaine Stritch. Neil Simon Theatre di Broadway (2002)
- Topdog/Underdog di Suzan-Lori Parks. Ambassador Theatre di Broadway (2003)
- Caroline, or Change, libretto di Tony Kushner, colonna sonora di Jeanine Tesori. Eugene O'Neill Theatre di Broadway (2004)

### Solo produttore
- Misura per misura di William Shakespeare. Delacorte Theater dell'Off-Broadway (1993)
- Tutto è bene quel che finisce bene di William Shakespeare. Delacorte Theater dell'Off-Broadway (1993)
- Riccardo II di William Shakespeare. Delacorte Theater dell'Off-Broadway (1994)
- Le allegre comari di Windsor di William Shakespeare. Delacorte Theater dell'Off-Broadway (1994)
- I due gentiluomini di Verona di William Shakespeare. Delacorte Theater dell'Off-Broadway (1994)
- Il mercante di Venezia di William Shakespeare. Delacorte Theater dell'Off-Broadway (1995)
- Troilo e Cressida di William Shakespeare. Delacorte Theater dell'Off-Broadway (1995)
- Re Lear di William Shakespeare. Delacorte Theater dell'Off-Broadway (1996)
- Enrico V di William Shakespeare. Delacorte Theater dell'Off-Broadway (1996)
- Timone d'Atene di William Shakespeare. Delacorte Theater dell'Off-Broadway (1996)
- Antonio e Cleopatra di William Shakespeare. Delacorte Theater dell'Off-Broadway (1997)
- Enrico VIII di William Shakespeare. Delacorte Theater dell'Off-Broadway (1997)
- Lo storpio di Inishmaan di Martin McDonagh. Public Theater dell'Off-Broadway (1998)
- La famiglia Antrobus di Thornton Wilder. Delacorte Theater dell'Off-Broadway (1998)
- Cimbelino di William Shakespeare. Delacorte Theater dell'Off-Broadway (1998)
- Pericle, principe di Tiro di William Shakespeare. Delacorte Theater dell'Off-Broadway (1998)
- La bisbetica domata di William Shakespeare. Delacorte Theater dell'Off-Broadway (1998)
- Il Tartuffo di Molière. Delacorte Theater dell'Off-Broadway (1998)
- Amleto di William Shakespeare. Delacorte Theater dell'Off-Broadway (1999)
- Il racconto d'inverno di William Shakespeare. Delacorte Theater dell'Off-Broadway (2000)
- Il gabbiano di Anton Čechov, con Meryl Streep. Delacorte Theater dell'Off-Broadway (2001)
- Otello di William Shakespeare. Delacorte Theater dell'Off-Broadway (2001)
- La dodicesima notte di William Shakespeare. Public Theater dell'Off-Broadway (2002)
- Boston Marriage di David Mamet. Public Theater dell'Off-Broadway (2002)
- Come vi piace di William Shakespeare. Public Theater dell'Off-Broadway (2003)
- I due nobili congiunti di William Shakespeare. Public Theater dell'Off-Broadway (2003)
- Gli ultimi giorni di Giuda Iscariota di Stephen Adly Guirgis. Public Theater dell'Off-Broadway (2005)
- Take Me Out di Richard Greenberg. Walter Kerr Theatre di Broadway (2003)

### Solo regista
- Il cerchio di gesso del Caucaso di Bertold Brecht. Public Theater dell'Off-Broadway (1990)
- Macbeth di William Shakespeare. Public Theater dell'Off-Broadway (1998)
- Madre Coraggio e i suoi figli di Bertold Brecht. Delacorte Theater dell'Off-Broadway (2006)
- The Normal Heart di Larry Kramer, co-diretto con Joel Grey. John Golden Theatre di Broadway (2011)
- Lucky Guy di Nora Ephron, con Tom Hanks. Broadhurst Theatre di Broadway (2013)
- Shuffle Along, or, the Making of the Musical Sensation of 1921 and All That Followed, libretto di George C. Wolfe, testi di Noble Sissle, colonna sonora di Eubie Blake. Music Box Theatre di Broadway (2016)
- Arriva l'uomo del ghiaccio du Eugene O'Neill, con Denzel Washington. Bernard B. Jacobs Theatre di Broadway (2018)
- Gary: A Sequel to Titus Andronicus di Taylor Mac. Booth Theatre di Broadway (2019)
- Gypsy, libretto di Arthur Laurents, testi di Stephen Sondheim, colonna sonora di Jule Styne. Majestic Theatre di Broadway (2024)

### Librettista
- Jelly's Last Jam, colonna sonora di Jelly Roll Morton e Jelly Roll Morton, testi di Susan Birkenhead. Mark Taper Forum di Los Angeles (1991)
- Bring in 'da Noise, Bring in 'da Funk, colonna sonora di autori vari. Public Theatre dell'Off-Broadway (1995)
- The Wild Party, colonna sonora di Michael John LaChiusa. August Wilson Theatre di Broadway (2000)
- Shuffle Along, or, the Making of the Musical Sensation of 1921 and All That Followed, testi di Noble Sissle, colonna sonora di Eubie Blake. Music Box Theatre di Broadway (2016)

## Riconoscimenti
- Tony Award
  - 1992 – Candidatura al miglior libretto di un musical per Jelly's Last Jam
  - 1992 – Candidatura alla miglior regia di un musical per Jelly's Last Jam
  - 1993 – Miglior regia di un'opera teatrale per Angels in America: Il millennio si avvicina
  - 1994 – Candidatura alla miglior regia di un'opera teatrale per Angels in America: Perestroika
  - 1995 – Miglior regia di un musical per Bring in 'da Noise, Bring in 'da Funk
  - 1996 – Candidatura alla migliore colonna sonora originale per Bring in 'da Noise, Bring in 'da Funk
  - 2000 – Candidatura al miglior libretto di un musical per The Wild Party
  - 2000 – Miglior evento teatrale per Elaine Stritch at Liberty
  - 2004 – Candidatura alla miglior regia di un musical per Caroline, or Change
  - 2011 – Candidatura alla miglior regia di un'opera teatrale per The Normal Heart
  - 2013 – Candidatura alla miglior regia di un'opera teatrale per Lucky Guy
  - 2016 – Candidatura alla miglior regia di un musical per Shuffle Along
  - 2016 – Candidatura al miglior libretto di un musical per Shuffle Along
  - 2018 – Candidatura alla miglior regia di un'opera teatrale per Arriva l'uomo del ghiaccio
  - 2019 – Candidatura alla miglior regia di un'opera teatrale per Gary: A Sequel to Titus Andronicus